# Lijst van voetballers - C
Dit is een lijst van voetballers met een artikel op Wikipedia van wie de achternaam begint met de letter C.

## Ca

### Cab
- Roberto Cabañas
- Salvador Cabañas
- Ben Cabango
- Arthur Cabral
- Jerson Cabral
- Jovane Cabral
- Nelson Cabrera
- Wilmer Cabrera

### Cac
- Nicola Caccia
- Víctor Cáceres

### Cad
- Liassine Cadamuro-Bentaïba

### Caf
- Mathieu Cafaro
- Cafú

### Cag
- Jhon Cagua

### Cah
- Gary Cahill
- Tim Cahill

### Cai
- Tom Cairney
- Ellery Cairo

### Caj
- Jens Cajuste

### Cak
- Damir Čakar
- Uğurcan Çakır
- Mijo Caktaš

### Cal
- Riccardo Calafiori
- Jimmy Calderwood
- Gary Caldwell
- Hrvoje Čale
- Lucas Calegari
- Fernando Calero
- Miguel Ángel Calero
- Duje Ćaleta-Car
- Dan Calichman
- Paul Caligiuri
- Álvaro Calle
- Jan-Ingwer Callsen-Bracker
- Ezequiel Calvente
- Caleb Calvert
- Diego Calvo
- Francisco Calvo

### Cam
- José Antonio Camacho
- Mady Camara
- Mohamed Ali Camara
- Rodion Cămătaru
- Daniel Cambronero
- Geoff Cameron
- Martín Campaña
- Joel Campbell
- Sol Campbell
- José Luís Caminero
- Jorge Campos
- Jorge Luis Campos
- Daniel Camus

### Can
- Lorik Cana
- Vincent Candela
- Antonio Candreva
- Claudio Caniggia
- Paolo Di Canio
- Leo Canjels
- Santiago Cañizares
- Fabio Cannavaro
- Joe Cannon
- Osvaldo Canobbio
- Mario Cantaluppi
- Éric Cantona

### Cap
- Fabio Capello
- Capore
- Marco Capuano
- Luis Capurro

### Car
- Héctor Carabalí
- Wilson Carabalí
- Amedeo Carboni
- Andrea Carboni
- Carlos Cárdenas
- Benjamín Cardona
- Furio Cardoni
- Manuel Cardoni
- José Cardozo
- Óscar Cardozo
- Nixon Carcelén
- Mario Carević
- John Carew
- Fabián Carini
- Nick Carle
- Roberto Carlos
- Carlos Augusto
- Carlos Carmona
- Salvador Carmona
- David Carney
- Jochen Carow
- Juan Ramón Carrasco
- Julián Carranza
- Éric Carrière
- Andy Carroll
- Daniel Carvalho
- Matheus Carvalho
- Orlando Peçanha de Carvalho
- Ricardo Carvalho

### Cas
- José Manuel Casado
- Giulio Casali
- Giuseppe Casari
- Tony Cascio
- Santiago Cáseres
- Iker Casillas
- Pierluigi Casiraghi
- Alex Caskey
- Bernard Casoni
- Antonio Cassano
- Francesco Cassata
- Geovanis Cassiani
- Luc Castaignos
- Jean Castaneda
- Sandrino Castec
- David Castedo
- Romeo Castelen
- Luca Castellazzi
- Edgar Castillo
- Fabián Castillo
- Jairo Castillo
- Juan Castillo
- Juan Guillermo Castillo
- Nery Castillo
- Ramiro Castillo
- Segundo Castillo
- André Castro
- Carlos Castro
- Carlos Castro
- Carlos Castro
- Gonzalo Castro
- Israel Castro
- Raúl Castro
- Rubén Castro
- William Castro
- Carlos Caszely

### Cau
- Goran Čaušić

### Cav
- Luis Pedro Cavanda
- Edinson Cavani
- Marijan Ćavar

### Caz
- Santi Cazorla

## Ce
- Pedro Cea
- Dani Ceballos
- Tomasz Cebula
- Petr Čech
- Gabriel Cedrés
- Cedrick
- Jatto Ceesay
- Aleš Čeh
- Albert Celades
- Fabio Celestini
- Ondřej Čelůstka
- Walter Centeno
- Armin Čerimagić
- Aleš Čermák
- Milan Černý
- Václav Černý
- Francisco Cerro
- Tore Cervin
- Boštjan Cesar
- Erwin Céspedes
- Sava-Arangel Čestić
- Jan Ceulemans
- Álex Cevallos
- José Cevallos
- Luigi Cevenini
- Ramazan Çevik

## Ch

### Cha
- Nacer Chadli
- Moutir Chajia
- Mohamed Chakouri
- Cléber Chalá
- Konstantinos Chalkias
- James Chamanga
- Mark Chamberlain
- José Chamot
- Timothy Chandler
- Kim Chang-soo
- Faouzi Chaouchi
- Jacques Chapel
- Stéphane Chapuisat
- Ihor Charatin
- Gaëtan Charbonnier
- Angelos Charisteas
- Charles
- Bobby Charlton
- Jack Charlton
- Brandi Chastain
- Anastasios Chatzigiovanis
- Daniel Chávez
- Daniel Andrés Chávez
- Juan Carlos Chávez
- Marvin Chávez
- Mateo Chávez
- Osman Chávez

### Che
- Abdellah Chebira
- Walid Cherfa
- Steven Cherundolo
- Javier Chevantón

### Chi
- John Chibuike
- Giorgio Chiellini
- José Luis Chilavert
- Paul Child
- Brian Ching
- Alexandru Chipciu
- Roy Chipolina
- Héctor Chiriboga
- Davide Chiumiento
- Martin Chivers
- Cristian Chivu
- Zoerab Chizanisjvili
- Sergej Chizjnitsjenko

### Cho
- Ivaylo Chochev
- Dmitri Chochlov
- Joris Chotard
- Dickson Choto
- Diamantis Chouchoumis
- Eric Maxim Choupo-Moting
- Jozef Chovanec

### Chr
- Marco Christ
- Bent Christensen
- Anders Christiansen
- Claus Christiansen
- Jesper Christiansen
- Cyrus Christie
- Lazaros Christodoulopoulos
- Didier Christophe
- Marcel Christophe

### Chu
- Park Chu-young

### Chy
- Dmytro Chygrynskiy

## Ci
- Gerard Cieślik
- Luca Cigarini
- Angelo Cijntje
- Jasper Cillessen
- Sebastjan Cimirotič
- Włodzimierz Ciołek
- Geri Çipi
- Dragan Ćirić
- Wiesław Cisek
- Saliou Ciss
- Djaoui Cissé
- Pape Abou Cissé
- Sekou Cissé
- Marián Čišovský
- Marek Citko
- Cédric Ciza

## Cl
- Glenn Claes
- Colin Clark
- Ricardo Clark
- Steve Clark
- Colin Clarke
- Jack Clarke
- Ray Clarke
- Jorge Claros
- Jordy Clasie
- Alexis Claude-Maurice
- Cleiton Xavier
- Ray Clemence
- Tim de Cler
- Serghei Cleșcenco
- Brian Clough

## Co

### Coc
- Greg Cochrane
- Harry Cochrane
- Răzvan Cociș
- Francesco Coco
- Phillip Cocu

### Cod
- Andrea Coda

### Coe
- Nathan Coe
- Ludo Coeck
- Alexandre Coeff
- Fabio Coentrão

### Cof
- Isaac Cofie

### Cog
- Donald Cogsville

### Coh
- Almog Cohen
- Andrew Cohen

### Coi
- Milton Coimbra
- Rolando Coimbra

### Col
- Halil Çolak
- Søren Colding
- Ashley Cole
- Joe Cole
- Chris Coleman
- Daniel Colindres
- Mario Coll
- John Collins
- Nathan Collins
- Nnamdi Collins
- Fulvio Collovati
- Stan Collymore
- Josué Colmán
- Davide Colomba
- Simon Colosimo
- Diego Colotto
- Fabio Coltorti
- Mário Coluna
- Adrián Colunga
- Levi Colwill

### Com
- Alex Comas
- Eray Cömert
- Santi Comesaña
- Alexandre Comisetti
- Sylvano Comvalius

### Con
- Sérgio Conceição
- Matías Concha
- Dimitri de Condé
- Edwin Congo
- Seku Conneh
- David Connolly
- Christian Conteh
- Denni Conteh
- Bruno Conti
- Germán Conti
- Giorgio Contini
- Kamil Čontofalský
- Cosmin Contra
- Jorge Contreras
- José Contreras
- Leonel Contreras
- Craig Conway

### Coo
- Steve Cook
- Julien Cools
- Kenny Cooper

### Cop
- Duje Čop
- Barry Boubacar Copa
- Francisco Copado
- Steve Coppell
- Diego Coppola

### Cor
- Antonio Cordero
- Iñigo Córdoba
- Iván Córdoba
- Manuel Córdoba
- Óscar Córdoba
- Sergio Córdova
- Eugenio Corini
- Vedran Ćorluka
- Hans Cornelis
- Tim Cornelisse
- Yuri Cornelisse
- Juan Cornejo
- Andreas Cornelius
- Marco Cornez
- Robert Cornthwaite
- Jesús Manuel Corona
- Joe Corona
- José de Jesús Corona
- Dannes Coronel
- Jordy van de Corput
- Antonio Correia
- Joaquín Correa
- Joe Corrigan
- Óscar Cortés
- Javier Cortés
- Roberto Cortés
- Yannick Cortie
- Mathías Corujo

### Cos
- Diogo Costa
- Hélder Costa
- Alessandro Costacurta
- Gustavo Costas
- Costinha
- Raffaele Costantino
- Carlo Costly

### Cou
- Kafoumba Coulibaly
- Kalifa Coulibaly
- Grégory Coupet
- Alain Couriol
- Niels Coussement
- Gino Coutinho
- Thibaut Courtois

### Cov
- Vaughan Coveny
- Ante Čović
- Mehmedalija Čović

### Cox
- Ian Cox

### Coy
- Owen Coyle

## Cr
- Alessio Cragno
- Louis Crayton
- Ljuban Crepulja
- Alessandro Crescenzi
- Hernán Crespo
- Charlie Cresswell
- Jonatan Cristaldo
- Luis Cristaldo
- Pierrick Cros
- Peter Crouch
- Glen Crowe
- Johan Cruijff
- Jordi Cruijff
- Julio Ricardo Cruz
- Alessio Da Cruz
- Oswaldo de la Cruz
- Ulises de la Cruz

## Cu
- José Miguel Cubero
- Teófilo Cubillas
- Carlo Cudicini
- Carlos Cuéllar
- Gustavo Cuéllar
- Isaac Cuenca
- Víctor Cuesta
- Nelson Cuevas
- Leandro Cufré
- Cuiabano
- Michaël Cuisance
- Branko Čulina
- Jason Čulina
- Robert Cullen
- Erik Cummins
- Jason Cummings
- Jeff Cunningham
- Kenny Cunningham
- Kenny Cunningham
- Custódio
- Gianluca Curci
- Radovan Ćurčić
- Dejan Čurović
- Debatik Curri
- Hrvoje Ćustić
- Adnan Čustović
- Hamilton Cuvi
- Vinko Cuzzi

## Cv
- Darío Cvitanich
- Igor Cvitanović
- Mario Cvitanović

## Cz
- Piotr Czachowski
- Rafael Czichos
- Juraj Czinege

A · B · C · D · E · F · G · H · I · J · K · L · M · N · O · P · Q · R · S · T · U · V · W · X · Y · Z